# Sherman Hemsley

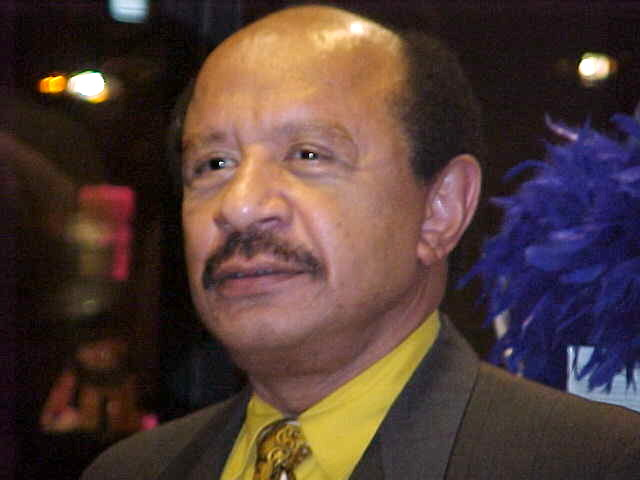
Sherman Hemsley (1999)

Sherman Alexander Hemsley (* 1. Februar 1938 in Philadelphia, Pennsylvania; † 24. Juli 2012 in El Paso, Texas) war ein US-amerikanischer Schauspieler.

## Leben
Hemsley wurde vor allem durch die Rolle des George Jefferson in der Sitcom Die Jeffersons bekannt. Für diese wurde er 1984 für den Emmy nominiert. Zwei Jahre zuvor erhielt Hemsley für seine Rolle einen Image Award. Später hatte er viele Gastrollen, unter anderem in der Sitcom Der Prinz von Bel-Air. 1984 hatte er einen Gastauftritt in der italienischen Fernsehshow Grand Hotel. Zudem stand er 1986 in der Komödie Ghost Fever als rassistischer Geist vor der Kamera. 1987 traf er den US-Präsidenten Ronald Reagan und den Generalsekretär der KPdSU, Michail Gorbatschow, während einer Feier der Cleveland International Peace Proceedings. Außerdem tauchte Hemsley in der Zeichentrickserie Family Guy auf; dort erfand er eine eigene Religion. Des Weiteren war er auch in dem Michael-Jackson-Video zu Liberian Girl zu sehen.
Sherman Hemsley starb am 24. Juli 2012 an Lungenkrebs.

## Filmografie (Auswahl)
- 1975–1985: Die Jeffersons (The Jeffersons, Fernsehserie)
- 1979: Liebe auf den ersten Biss (Love at First Bite)
- 1985: Alice im Wunderland (Alice in Wonderland, Fernsehfilm)
- 1986: Die Stewardessen Academy (Stewardess School)
- 1986–1991: Amen (Fernsehserie)
- 1990: Das total verrückte Ferienlager (Camp Cucamonga)
- 1991–1994: Die Dinos (Dinosaurs, Fernsehserie, Stimme)
- 1993: Mr. Babysitter (Mr. Nanny)
- 2000: Dumm gelaufen – Kidnapping für Anfänger (Screwed)
- 2009: American Pie präsentiert: Das Buch der Liebe (American Pie Presents: The Book of Love)